# Unión y Fe
Unión y Fe (Spanisch für „Einheit und Glaube“) ist eine Ortschaft im Departamento Beni im Tiefland des südamerikanischen Andenstaates Bolivien.

## Lage im Nahraum
Unión y Fe liegt in der Provinz Marbán und ist die zweitgrößte Ortschaft des Cantón San Andrés im Municipio San Andrés. Die Ortschaft liegt auf einer Höhe von 171 m im Quellbereich eines Nebenflusses zum Arroyo Caimanes, der hier in westlicher Richtung fließt.

## Geographie
Unión y Fe liegt im östlichen Teil des bolivianischen Tieflandes, die Region hat ganzjährig ein tropisch heißes und feuchtes Klima.
Die Jahresdurchschnittstemperatur beträgt 26 °C (siehe Klimadiagramm Trinidad), wobei sich die monatlichen Durchschnittstemperaturen zwischen Juni/Juli mit gut 23 °C und Oktober/Dezember von knapp 28 °C nur wenig unterscheiden. Der Jahresniederschlag beträgt fast 2000 mm und liegt somit mehr als doppelt so hoch wie die Niederschläge in Mitteleuropa. Höchstwerten von etwa 300 mm in den Monaten Dezember bis Februar stehen Niedrigwerte von etwa 50 mm im Juli/August gegenüber.

## Verkehrsnetz
Unión y Fe liegt in einer Entfernung von 95 Straßenkilometern südöstlich von Trinidad, der Hauptstadt des Departamentos, vierzig Kilometer westlich der Grenze zum Departamento Santa Cruz.
Die Ortschaft liegt an der 1631 Kilometer langen Nationalstraße Ruta 9, die das bolivianische Tiefland von San José de Pocitos im Süden mit Guayaramerín im Norden verbindet. Die Ruta 9 ist nur von Pocitos über Santa Cruz und Unión y Fe bis Puente San Pablo und weiter bis Trinidad asphaltiert, der weitere Verlauf der Straße ist unbefestigt.

## Bevölkerung
Die Einwohnerzahl der Ortschaft ist in dem Jahrzehnt zwischen den beiden letzten Volkszählungen auf mehr als das Doppelte angestiegen:
| Jahr | Einwohner         | Quelle       |
| ---- | ----------------- | ------------ |
| 1992 | keine Detaildaten | Volkszählung |
| 2001 | 245               | Volkszählung |
| 2012 | 523               | Volkszählung |
| 2024 |                   | Volkszählung |